# Beratender Landesausschuss (Groß-Hessen)
Der Beratende Landesausschuss von Groß-Hessen war ein nach dem Zweiten Weltkrieg, im Februar 1946, eingesetztes Gremium, das aus je 12 Abgeordneten der SPD, CDU, KPD und LDP bestand und als eine Art Vorparlament agierte. Er entsprach den ernannten Landtagen anderer Bundesländer und war der Vorgänger des Hessischen Landtags.

## Geschichte
Am 19. September 1945 wurden mit der Proklamation 2 von General Dwight D. Eisenhower die Länder „Groß-Hessen“, „Württemberg-Baden“ und „Bayern“ gebildet. Als erster Schritt wurde mit der „Organisationsanweisung Nr. 1“ vom 12. Oktober 1945 durch Colonel James R. Newman die Bildung einer zivilen Landesregierung für Groß-Hessen angeordnet. Auf Vorschlag der Abteilung für Zivilverwaltung (CAD) der US-Armee wurde der parteilose Jurist Karl Geiler zum ersten Ministerpräsidenten ernannt.
Ministerpräsident Geiler erließ im Einvernehmen mit den Militärbehörden das „Staatsgrundgesetz des Staates Groß-Hessen vom 22. November 1945“" in dessen Art. 9 die Notwendigkeit der Erarbeitung einer Verfassung und die Ernennung eines beratenden Landesausschusses beschrieben waren.
Die Zusammensetzung und Auswahl der Abgeordneten war höchst umstritten. Umgesetzt wurde letztlich eine paritätische Besetzung des Landesausschusses aus den 4 zugelassenen Parteien KPD, SPD, CDU und LDP. Jede dieser Parteien legte Ministerpräsident Geiler eine Liste von 20 Kandidaten vor, von denen dieser 12 auswählte. Dieses Vorgehen basierte auf einem Vorschlag der Vorsitzenden dieser Parteien aus einer gemeinsamen Besprechung am 30. November 1945.
Die im Januar 1946 durchgeführten Teil-Kommunalwahlen ergab für die SPD 44 % und die CDU 31 %, wogegen KPD mit 5 % und LDP mit 3 % abgeschlagen waren. Dies nahm die SPD zum Anlass, die paritätische Besetzung in Frage zu stellen, konnte sich jedoch nicht durchsetzen. Der Rückzug der SPD-Minister aus der Regierung Geiler wurde durch die Militärbehörden nicht genehmigt.
Mit Schreiben vom 19. Februar 1946 ernannte Geiler die Abgeordneten des beratenden Ausschusses. Der Beratende Landesausschuss trat insgesamt zu vier Sitzungen zusammen: Auf die Eröffnungssitzung, die am 26. Februar 1946 in Anwesenheit aller Minister des Hessischen Kabinetts stattfand, folgten am 28. und 29. März eine zweitägige Arbeitssitzung, am 21. Mai eine kürzere Arbeitssitzung und am 6. und 7. Juni schließlich eine zweitägige Schlusssitzung. Die Sacharbeit des Landesausschusses fand außer im Plenum auch in insgesamt neun Ausschüssen statt, von denen jedoch lediglich der geschäftsführende Ausschuss, der aus je vier Vertretern von SPD und CDU und je zwei von KPD und LDP bestand und als eine Art Parlamentspräsidium fungierte, der Haushalts- und Finanzausschuss sowie der Wirtschaftspolitische Ausschuss größere Bedeutung erlangen sollten.
Der Beratende Landesausschuss hatte weder Gesetzgebungs- noch wirkliche Kontrollkompetenzen gegenüber der Regierung. Die Gesetzgebungskompetenz lag vielmehr ausschließlich beim Ministerpräsidenten und bedurfte der Zustimmung durch die Militärregierung.
Mit der Wahl der Verfassungberatenden Landesversammlung am 30. Juni 1946 endete das Mandat des Beratenden Landesausschusses.

## Mitglieder
Siehe: Mitglieder des Ernannten beratenden Landesausschusses